# 高峰 (影视演员)
高峰（8月9日—），中国内地男演员，辽宁大连人，汉族，曾参演电视剧《乱世书香》、《红色》、《神犬奇兵》、《谈判冤家》等。代表作品有《战鼓擂》、《神犬奇兵》、《红色》、《乱世书香》。

## 电视剧
- 2008年《人间正道是沧桑》饰演:钟立贤
- 2009年《夜落长安》饰演：张大志
- 2009年《水上游击队》饰演：小罗
- 2010年《西部警官》饰演：杨小华
- 2010年《三十里铺》饰演：罗友贵
- 2010年《共和国1949》饰演：连庆国
- 2010年《他在从中笑》饰演：老五
- 2011年《光荣大地》饰演：催永盛
- 2011年《公元1921》饰演：刘三
- 2011年《爱上男主播》饰演：陈墨
- 2012年《乱世书香》饰演：关山
- 2012年《大清盐商》饰演：丁四
- 2013年《红色》饰演：山口敬一
- 2013年《神犬奇兵》饰演：阿峰
- 2014年《战鼓擂》饰演：小九
- 2014年《谈判冤家》饰演：HR
- 2017年《深夜食堂》饰演：

## 电影
- 《星空有约》饰：张小磊
- 《大厦将倾》饰：老大